# Conor Oberst

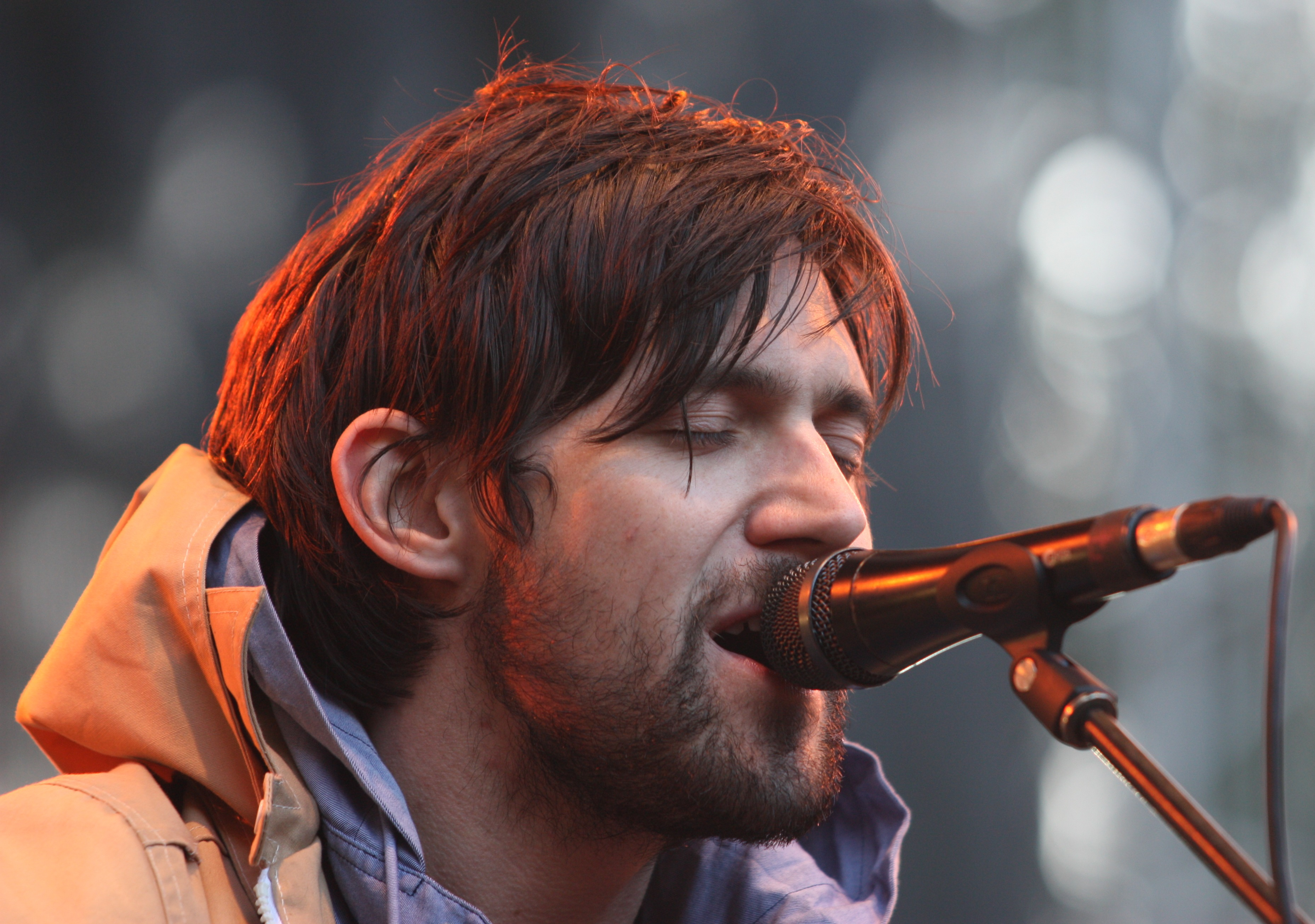
Conor Oberst bei einem Konzert 2009

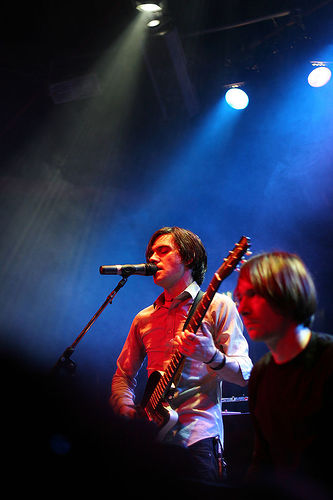
Conor Oberst im Juli 2005

Conor Mullen Oberst (* 15. Februar 1980 in Omaha, Nebraska) ist ein US-amerikanischer Musiker.

## Leben und Wirken
Conor Oberst begann mit 13 Jahren, Musik zu machen. Seinen ersten Song nahm er laut eigener Angabe mit einem Kinderkassettenrekorder und einer Akustikgitarre auf. Im gleichen Jahr gründete er mit seinem Bruder Justin zusammen das Label Lumberjack Records, heute bekannt als Saddle Creek.
1995 bis 1997 spielte er als Gitarrist und Sänger bei Commander Venus. 1996 begann Oberst auch bei den Magnetas und wurde in diesem Jahr auch Mitglied bei Park Ave, bei denen er am Schlagzeug saß. Mit 17 wurde er bereits hauptberuflicher Musiker.
1997 veröffentlichte er erstmals eine Split-Single (mit Squadcar 96) unter dem Namen Bright Eyes. In der Folge veröffentlichte er mehrere Alben, EPs und Singles unter diesem Namen – zunächst noch als Ein-Mann-Projekt doch schon bald auch mit komplettem Orchester oder Gastmusikern wie Country-Sängerin Emmylou Harris. Zudem wurden Mike Mogis und Nate Walcott zu festen Bandmitgliedern.
Ab 2001 war Oberst auch Sänger der Band Desaparecidos, die emolastigen Indierock spielte und sich 2002 auflöste. Seit 2012 ist die Band wieder aktiv und veröffentlichte 2015 ein neues Album.
Mit dem Album I’m Wide Awake, It’s Morning schafften es Bright Eyes 2005 bis auf Platz 10 der amerikanischen Album-Charts. Zudem erreichten die Singles Lua und Take It Easy (Love Nothing) gleichzeitig Rang eins und zwei der Hot 100 Singles Sales in den USA.
Am 1. August 2008 veröffentlichte Conor Oberst ein selbstbetiteltes Soloalbum. Die Aufnahmen hierzu fanden innerhalb eines Monats im mexikanischen Tepoztlán statt. Als Begleitband wurde er von der eigens gegründeten Mystic Valley Band unterstützt, die sich unter anderem auch aus Musikern zusammensetzt, die schon auf Bright Eyes-Veröffentlichungen mitwirkten. Während das Album nur seinen Namen trug, ist das 2009 erschienene Nachfolgealbum Outer South mit Conor Oberst and the Mystic Valley Band betitelt. Es enthält auch Songs der anderen Bandmitglieder.
Oberst ist zudem eines von vier Mitgliedern der „Folk-Supergroup“ Monsters of Folk. Die anderen Mitglieder sind Jim James von My Morning Jacket, M. Ward und Mike Mogis, der auch festes Mitglied bei Bright Eyes war. Das Quartett veröffentlichte ihr Debüt-Album am 22. September 2009. Anfang 2011 erschien mit The People’s Key nach fast vier Jahren Pause auch wieder ein Bright-Eyes-Album.
Am 19. Mai 2014 veröffentlichte Conor Oberst über Nonesuch Records sein sechstes Soloalbum mit dem Titel Upside Down Mountain.
Oberst hatte eine Rolle als Statist, als lesender Kunde, im Millie's Coffee Shop (1:04:16), im Film Shrink, in welchem Kevin Spacey die Hauptrolle spielte.
2018 gründete er zusammen mit Phoebe Bridgers das Duo Better Oblivion Community Center, das 2019 ein gleichnamiges Debütalbum veröffentlichte. Für Liveauftritte besteht die Backing-Band aus gleich viel Männern wie Frauen, wobei Bassgitarre und Drums (Carla Azar von Autolux) weiblich besetzt sind, Keyboards und Leadgitarre (Nick Zinner von den Yeah Yeah Yeahs) männlich.
Nachdem Conor Oberst eine gesundheitliche Beeinträchtigung entwickelt hat, haben die Bright Eyes ihre verbleibenden Tourdaten für 2024 abgesagt.

## Diskografie

### Commander Venus
- 1995: Do You Feel at Home? (Label: Saddle Creek)
- 1997: The Uneventful Vacation (Label: Saddle Creek)

### Park Ave.
- 1999: When Jamie Went to London... We Broke Up (Label: Urinine Records)

### Desaparecidos
- 2002: Read Music/Speak Spanish (Label: Saddle Creek)
- 2015: Payola (Label: Epitaph Records)

### Conor Oberst
Alben

| Jahr | Titel Musiklabel                      | Höchstplatzierung, Gesamtwochen, AuszeichnungChartplatzierungen (Jahr, Titel, Musiklabel, Platzierungen, Wochen, Auszeichnungen, Anmerkungen) | Höchstplatzierung, Gesamtwochen, AuszeichnungChartplatzierungen (Jahr, Titel, Musiklabel, Platzierungen, Wochen, Auszeichnungen, Anmerkungen) | Höchstplatzierung, Gesamtwochen, AuszeichnungChartplatzierungen (Jahr, Titel, Musiklabel, Platzierungen, Wochen, Auszeichnungen, Anmerkungen) | Höchstplatzierung, Gesamtwochen, AuszeichnungChartplatzierungen (Jahr, Titel, Musiklabel, Platzierungen, Wochen, Auszeichnungen, Anmerkungen) | Höchstplatzierung, Gesamtwochen, AuszeichnungChartplatzierungen (Jahr, Titel, Musiklabel, Platzierungen, Wochen, Auszeichnungen, Anmerkungen) | Anmerkungen                           |
| Jahr | Titel Musiklabel                      | DE | AT | CH | UK | US | Anmerkungen                           |
| ---- | ------------------------------------- | --- | --- | --- | --- | --- | ------------------------------------- |
| 2008 | Conor Oberst Merge Records            | DE37 (3 Wo.)DE | AT52 (3 Wo.)AT | — | UK37 (2 Wo.)UK | US15 (6 Wo.)US |                                       |
| 2009 | Outer South Merge Records             | DE75 (1 Wo.)DE | — | — | UK75 (1 Wo.)UK | US40 (4 Wo.)US | Conor Oberst & the Mystic Valley Band |
| 2014 | Upside Down Mountain Nonesuch Records | DE54 (1 Wo.)DE | AT39 (1 Wo.)AT | CH64 (1 Wo.)CH | UK55 (1 Wo.)UK | US19 (3 Wo.)US |                                       |
| 2016 | Ruminations Nonesuch Records          | DE82 (1 Wo.)DE | AT54 (1 Wo.)AT | CH77 (1 Wo.)CH | — | US72 (1 Wo.)US |                                       |
| 2017 | Salutations Nonesuch Records          | DE82 (1 Wo.)DE | AT58 (1 Wo.)AT | CH89 (1 Wo.)CH | UK91 (1 Wo.)UK | US137 (1 Wo.)US |                                       |

EPs
- 2008: Gentlemen’s Pact